# Wintner Aurél
Wintner Aurél (Budapest, 1903. április 8. – Baltimore, 1958. január 15.) matematikus, a valószínűségi számelmélet egyik megalapozója.

## Életpályája
Apja, Wintner J. Ede hollandiai kereskedő, aki Budapesten telepedett le, anyja, Charlotte Eugenie Hirshfeld bécsi származású.
A budapesti VII. kerületi Barcsay  Gimnáziumban érettségizett 1920-ban. Matematikatanára felismerte tehetségét, lehetővé tette számára, hogy bejárhasson az egyetemi könyvtárba. Négy évet végzett a tudományegyetemen, de nem fejezte be, valószínűleg anyagi okokból. Az egyetemi irataiban az anyanyelvnél a magyar van beírva. 1924–1927 között több csillagászati és kvantummechanikai dolgozatot közölt. L. Lichtenstein lipcsei professzor meghívására, aki olvasta cikkeit, 1927-ben beiratkozott a lipcsei egyetemre, ahol két év múlva doktori címet szerzett egy csillagászati disszertációval. Lipcsében a szerkesztői munkát is elsajátította, két folyóirat szerkesztésében is kivette részét.
Egy tanévet ösztöndíjjal Rómában és Koppenhágában töltött. 1929-ben jelent meg németül A végtelen mátrixok spektrálelmélete című monográfiája, amely  a kvantummechanika matematikai megalapozásának számít. 1930-ban meghívták az Egyesült Államokba, a Johns Hopkins Egyetemre. Neumann Jánossal és Erdős Pállal is szoros kapcsolatban volt. Erdőssel folytatott levelezéséből kiderül, hogy tájékozott volt a magyar matematikusok munkáiról.

## Munkássága
Erdős Pállal és a lengyel Mark Kac matematikussal megalapozta a valószínűségi számelméletet. Fontos eredményei vannak az analízisben, valószínűségszámításban és kvantummechanikában is. Rövid élete folyamán 9 könyvet és 437 cikket írt, ennek ellenére, főleg visszahúzódó természete miatt, kevéssé ismert.
Könyvei:
- Spektraltheorie der unendlichen Matrizen, 1929
- The Analytical Foundations of Celestial Mechanics, 1941
- The Fourier Transforms of Probability Distributions, 1947